# Koenigsegg
La Koenigsegg è una casa automobilistica di auto sportive ad alte prestazioni, con sede ad Ängelholm, Skåneland in Svezia.

## La storia

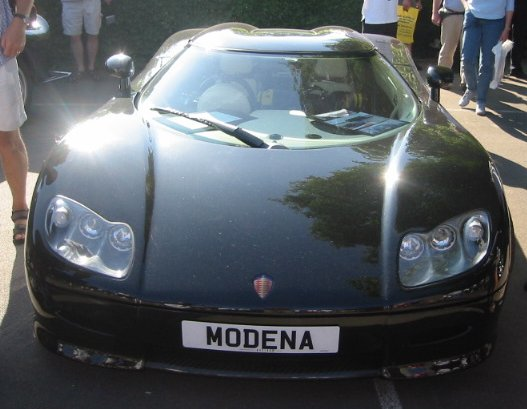
Koenigsegg CC8S del 2003, prima vettura prodotta dall'azienda svedese

È stata fondata nel 1994 da Christian von Koenigsegg ad Ängelholm in Svezia.

### Prototipi e produzione
Il progetto iniziale della CC è stato scritto da Christian von Koenigsegg. David Crafoord, il designer industriale, ha realizzato i bozzetti come un modello in scala 1: 5. Questo modello è stato successivamente ingrandito per creare il tappo di base per il prototipo iniziale di Koenigsegg che è stato completato nel 1996. Negli anni successivi, il prototipo è stato sottoposto a numerosi test e sono stati costruiti diversi nuovi prototipi. I prototipi inizialmente utilizzavano un motore Audi V8 ma dopo la scadenza del contratto di fornitura del motore, il candidato successivo era il motore da corsa Flat-12 sviluppato da Motori Moderni per la Scuderia Coloni F1. Questo motore è stato utilizzato con il marchio Subaru nella stagione F1 1990. Questi motori Subaru 1235 furono acquistati e modificati per essere utilizzati nella CC. L'affare fallì quando morì il fondatore della Motori Moderni, mandando l'azienda in bancarotta. Alla fine Koenigsegg ha sviluppato il proprio motore basato sull'architettura modulare Ford, che è stata utilizzata nelle sue prime auto sportive. Successivamente, Koenigsegg ha sviluppato i propri motori da zero, inclusi sistemi di controllo e trasmissioni, cosa molto insolita per un produttore di auto sportive di piccole dimensioni.

### Anni recenti
Lo scopo di Christian von Koenigsegg era la realizzazione di una vettura sportiva che pesasse poco e disponesse di molta potenza. Nel 2006 il marchio svedese avrebbe registrato uscite per 3,8 milioni di dollari, a fronte di ricavi per 3,7 milioni. Nel mese di giugno 2009 sono state pubblicate indiscrezioni sul fatto che la Koenigsegg fosse intenzionata a rilevare l'altra casa automobilistica svedese Saab dal gruppo statunitense General Motors; tutto questo nonostante l'azienda impieghi solo 45 dipendenti e l'anno 2008 abbia venduto solamente 18 vetture. Nell'agosto 2009 è stato effettivamente firmato un accordo per il passaggio di proprietà entro l'anno della Saab Automobile AB ma allo stesso non è stato dato effettivo seguito.
Nell'anno 2013 è stato prodotto il centesimo esemplare della casa automobilistica svedese una Agera S, ribattezzato Hundra ("cento" in svedese). Questo esemplare presenta parti in oro a 24 carati su tutta la carrozzeria. Nel mese di novembre 2017 la Koenigsegg batte il record di velocità massima della Bugatti Veyron Super Sport di 434,2 Km/h, con il modello Agera RS toccando i 457 Km/h diventando così l'auto più veloce del mondo. Nel 2019 viene prodotto il primo modello della Jesko. A fine gennaio 2019 Koenigsegg comunica la formazione di una partnership con NEVS. NEVS acquista il 20% della Koenigsegg per 150 milioni di euro e in contemporanea impiega 150 milioni di dollari per una joint venture nella quale crescere sviluppando sinergie comuni. Entrambi i soggetti contribuiscono tramite proprietà intellettuali, licenze, stabilimenti, esperienze, competenze, prodotti e design. In questo modo le future hypercar di Koenigsegg potranno essere assemblate nell'ex stabilimento Saab di Trollhättan e in altri stabilimenti NEVS.

## Modelli

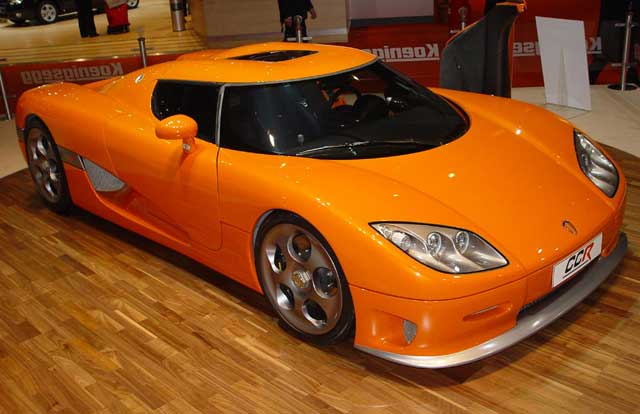
Koenigsegg CCR del 2004

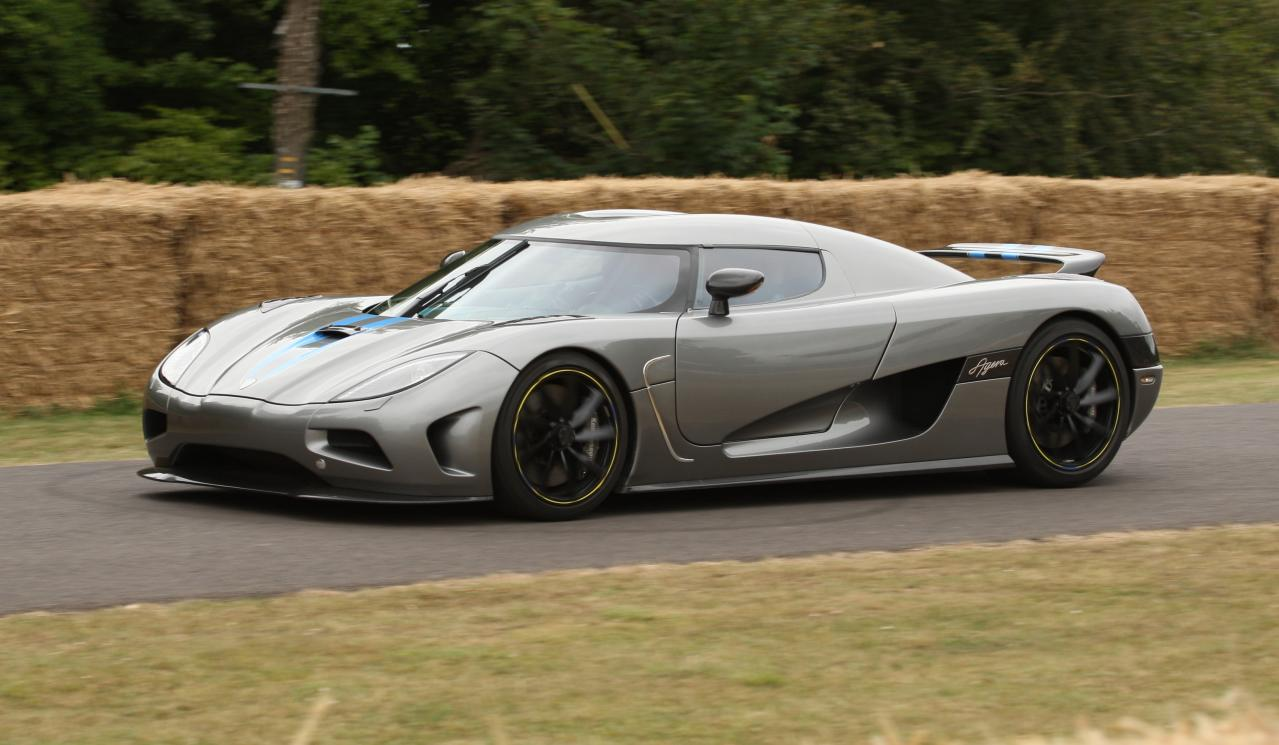
Koenigsegg Agera del 2010

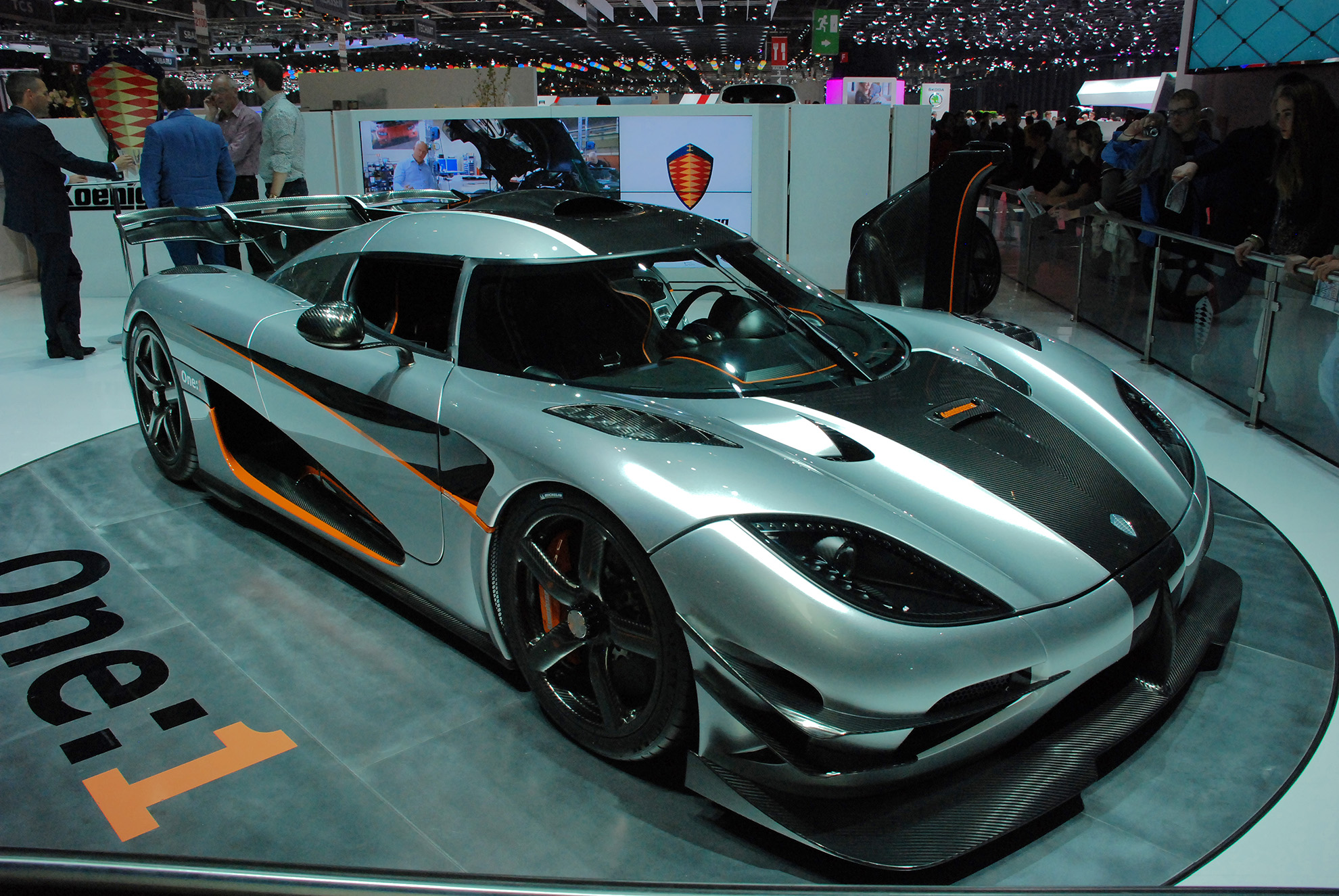
Koenigsegg one:1 del 2014

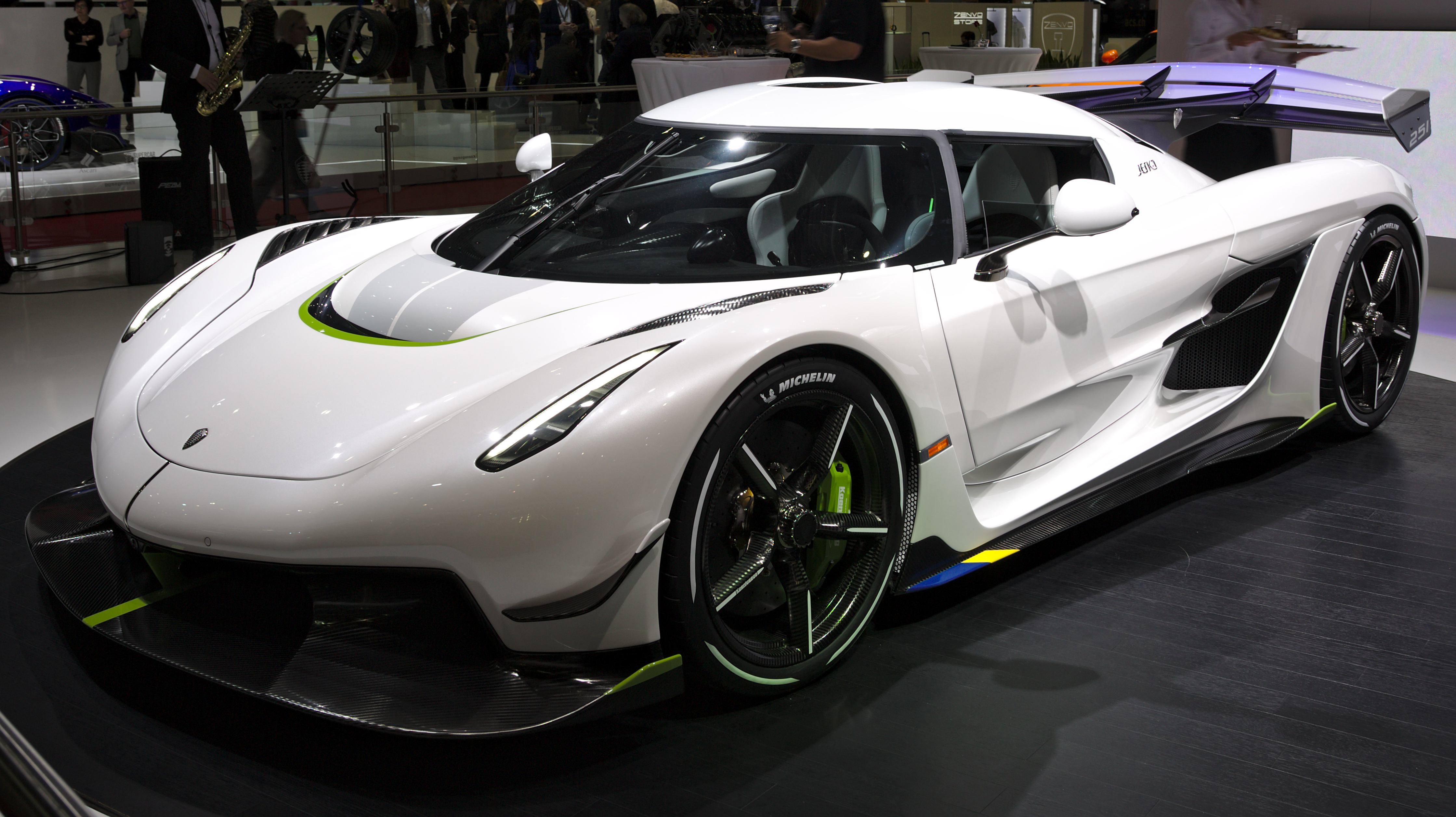
Koenigsegg Jesko del 2019

- Koenigsegg CC (concept) (1996-2001)
- Koenigsegg CC8S (2002–2004)
- Koenigsegg CCR (2004–2006)
- Koenigsegg CCX (2006–2010)
- Koenigsegg CCGT (2007)
- Koenigsegg CCXR (2007-2010)
- Koenigsegg Quant (concept) (2009)
- Koenigsegg Agera (2010–2018)
- Koenigsegg One:1 (2014-2016)
- Koenigsegg Regera (2016–2022)
- Koenigsegg Jesko (2020-)
- Koenigsegg Gemera (2022-)
- Koenigsegg CC850 (2023-)